# 115
Évszázadok: 1. század – 2. század – 3. század
Évtizedek: 60-as évek – 70-es évek – 80-as évek – 90-es évek – 100-as évek – 110-es évek – 120-as évek – 130-as évek – 140-es évek – 150-es évek – 160-as évek
Évek: 110 – 111 – 112 – 113 –  114 – 115 – 116 – 117 – 118 – 119 – 120

## Események

### Római Birodalom
- Lucius Vipstanus Messallát (helyettese májustól L. Julius Frugi, szeptembertől M. Pompeius Macrinus Neos Theophanes) és Marcus Pedo Vergilianust (helyettese T. Statilius Maximus Severus Hadrianus, P. Juventius Celsus T. Aufidius Hoenius Severianus és T. Vibius Varus) választják consulnak.
- Traianus császár pártus háborúja során az év elején Örményországból támadást indít Észak-Mezopotámiába, míg az ottani pártus erőket az előző évben a Kaszpi-tengerig előrenyomuló hadvezére, Lusius Quietus fogja harapófogóba. A rómaiak elfoglalják Nisibist és Batnaet, majd a megszállt területeket annektálják és megalapítják Mesopotamia provinciát. Oszroéné addig a nagyhatalmak között lavírozó királya, VII. Abgar nyíltan a rómaiak oldalára áll.
- Traianus Antiochiába vonul áttelelni, amikor a várost erős földrengés sújtja. A császár időben kimászik a palotája ablakán és csak kisebb sérüléseket szenved, de az az évi egyik consul, Marcus Pedo Vergilianus életét veszti.
- Cyrenaicában fellázadnak a betelepült zsidók. Vezetőjük, Lukuasz királlyá kiáltja ki magát. Római és görög templomokat gyújtanak fel, lemészárolják a helyi lakosságot. Lukuasz ezután az egyiptomi Alexandriába vonul, amelynek római kormányzója elmenekül. Alexandriát felgyújtják. A lázadás hamarosan Ciprusra is átterjed.
- Britanniában lázadás tör ki, Eboracum (ma York) helyőrségét lemészárolják.
- Letartóztatják és kivégzik I. Sándor római püspököt. Utóda I. Sixtus.

## Születések
- Pauszaniasz, görög utazó, geográfus
- Han Sun-ti, kínai császár

## Halálozások
- I. Sándor pápa
- Dión Khrüszosztomosz, görög szónok, filozófus

## Fordítás
- Ez a szócikk részben vagy egészben  az   AD 115 című angol Wikipédia-szócikk ezen változatának fordításán alapul.  Az eredeti cikk szerkesztőit annak laptörténete sorolja fel. Ez a jelzés csupán a megfogalmazás eredetét és a szerzői jogokat jelzi, nem szolgál a cikkben szereplő információk forrásmegjelöléseként.